# Atriplex phyllostegia
Atriplex phyllostegia là loài thực vật có hoa thuộc họ Dền. Loài này được (Torr. ex S.Watson) S.Watson mô tả khoa học đầu tiên năm 1874.